# サターン賞
サターン賞（サターンしょう、Saturn Award/Academy of Science Fiction, Fantasy & Horror Films）は、映画・テレビドラマ・ホームビデオなどの優秀なサイエンスフィクション・ファンタジー・ホラー作品に送られる賞。1972年から開始された。
著名な賞を受けにくいSF・ファンタジー・ホラー作品にもしかるべき評価を与えたいと考えていたドナルド・A・リード博士によって考案された。受賞者に贈られる像は、土星をモチーフとしており、その環が映画のフィルムというデザインになっている。「ゴールデンスクロール」とも呼ばれる。SF・ファンタジー・ホラー映画アカデミー会員の投票によって受賞が決定する。これは、他の著名な賞であるアカデミー賞やエミー賞、グラミー賞などと同じ形式である。

## 各部門名

### 映画
- SF映画賞
- ファンタジー映画賞
- ホラー映画賞（旧称：ホラー映画賞）
- スリラー映画賞（旧称：ホラー/スリラー映画賞）
- アクション/アドベンチャー映画賞（旧称：アクション/アドベンチャー/スリラー映画賞）
- アニメ映画賞
- スーパーヒーロー映画賞
- 国際映画賞
- 監督賞
- 主演男優賞
- 主演女優賞

- 助演男優賞
- 助演女優賞
- 若手俳優賞
- 脚本賞
- 音楽賞
- メイクアップ賞
- 衣装デザイン賞
- 特殊効果賞

#### 特別賞
Special Award
- 第2回：C・ディーン・アンダーソン、ドン・ファンツォ、チャールトン・ヘストン、ジョージ・パル、グロリア・スワンソン、フェイ・レイ
- 第4回：『キングコング』
- 第5回：マーガレット・ハミルトン

Out Standing Film Award
- 第3回：『ジョーズ』

Life Career Award
- 第3回：フリッツ・ラング
- 第4回：サミュエル・Z・アーコフ
- 第5回：クリストファー・リー
- 第7回：ジーン・ロッデンベリー、ウィリアム・シャトナー
- 第8回：ジョン・エイガー
- 第9回：レイ・ハリーハウゼン
- 第10回：マーティン・B・コーエン

Executive Achievement Award
- 第4回：ジーン・ロッデンベリー
- 第8回：Charles Couch
- 第9回：ハンス・サルター

Golden Scroll of Merit
- 第5回：『地球爆破作戦』

Hall of Fame
- 第7回：『ロッキー・ホラー・ショー』

Most Popular International Performer
- 第7回：ロジャー・ムーア

Outstanding Achievement to the Academy
- 第7回：Robert V. Michelucci

George Pal Memorial Award
- 第7回：ジョン・バダム

Best New Star Award
- 第8回：サム・J・ジョーンズ

Service Award
- 第8回：Natalie Harris
- 第9回：Gary 'Zak' Sakharoff

Outstanding Film Award
- 第9回：『人類創世』

President's Award
- 第9回：『バンデットQ』

Posthumous Award
- 第10回：バスター・クラブ

#### 廃止された賞
ストップモーション・アニメーション賞
- 第2回：レイ・ハリーハウゼン - 『シンドバッド黄金の航海』
- 第3回：ジム・ダンフォース

撮影賞
- 第3回：ダグラス・スローカム - 『ローラーボール』
- 第4回：アーネスト・ラズロ - 『2300年未来への旅』
- 第5回：ラッセル・ボイド - 『ピクニックatハンギング・ロック』

装飾賞
- 第3回：Robert De Vestel・Dale Hennesyの2名 - 『ヤング・フランケンシュタイン』
- 第4回：Robert De Vestel - 『2300年未来への旅』

広告賞
- 第3回：クラーク・ラムゼイ - 『ジョーズ』

美術監督賞
- 第4回：Dale Hennesy - 『2300年未来への旅』

アニメーター賞
- 第4回：チャック・ジョーンズ - 功績に対して

パプリシスト賞
- 第4回：ドン・モーガン
- 第5回：Julian F. Myers

Outstanding Editing
- 第5回：『スター・ウォーズ エピソード4/新たなる希望』
- 第8回：『ハーレクィン』

音響賞
- 第5回：『SF/ボディ・スナッチャー』

編集賞
- 第5回：『ピラニア』

プロダクションデザイン賞
- 第5回：『スーパーマン』

低予算賞（第6回は「100万$以下で製作された映画」という名称、以降が「低予算賞」）
- 第6回：『恐竜の惑星』
- 第8回：『バイオ・スケアード/悪魔の遺伝子』
- 第9回：『魔界からの逆襲』
- 第10回：『死霊のはらわた』

外国語映画賞
- 第7回：チェコスロバキアの『Dinner for Adele (チェコ語: Adéla ještě nevečeřela)』

Poster Art
- 第10回：『E.T.』

### テレビ部門
- 主演男優賞
- 主演女優賞
- 助演男優賞
- 助演女優賞

## 各年の一覧
第44回まではおおむね前年の作品を対象としていたが、第45回以降は年を跨いだ期間をノミネートの対象としている。
第47回目の授賞式を「50周年記念サターン賞」と改称しているため、第47回～第49回（47th～49th）は欠番。
- 1972: 第1回サターン賞
- 1973: 第2回サターン賞
- 1974/75: 第3回サターン賞
- 1976: 第4回サターン賞
- 1977: 第5回サターン賞
- 1978: 第6回サターン賞
- 1979: 第7回サターン賞
- 1980: 第8回サターン賞
- 1981: 第9回サターン賞
- 1982: 第10回サターン賞
- 1983: 第11回サターン賞
- 1984: 第12回サターン賞
- 1985: 第13回サターン賞
- 1986: 第14回サターン賞
- 1987: 第15回サターン賞
- 1988: 第16回サターン賞
- 1989/90: 第17回サターン賞
- 1991: 第18回サターン賞
- 1992: 第19回サターン賞
- 1993: 第20回サターン賞
- 1994: 第21回サターン賞
- 1995: 第22回サターン賞
- 1996: 第23回サターン賞
- 1997: 第24回サターン賞
- 1998: 第25回サターン賞
- 1999: 第26回サターン賞
- 2000: 第27回サターン賞
- 2001: 第28回サターン賞
- 2002: 第29回サターン賞
- 2003: 第30回サターン賞
- 2004: 第31回サターン賞
- 2005: 第32回サターン賞
- 2006: 第33回サターン賞
- 2007: 第34回サターン賞
- 2008: 第35回サターン賞
- 2009: 第36回サターン賞
- 2010: 第37回サターン賞
- 2011: 第38回サターン賞
- 2012: 第39回サターン賞
- 2013: 第40回サターン賞
- 2014: 第41回サターン賞
- 2015: 第42回サターン賞
- 2016: 第43回サターン賞
- 2017: 第44回サターン賞
- 2018/19: 第45回サターン賞
- 2019/20: 第46回サターン賞
- 2021/22: 50周年記念サターン賞
- 2022/23: 第51回サターン賞
- 2023/24: 第52回サターン賞